# Roža življenja
Roža življenja je simbol, ki je sestavljen iz enako velikih krožnic. Simbol krožnice predstavlja celoto in povezanost. Krožnice v roži življenja pa sestavljajo večjo podobo, v kateri se ponavlja osnovna oblika. Roža življenja tako simbolično ponazarja povezanost celotnega univerzuma.

### Uporaba
Roža življenja se uporablja kot pomoč pri meditaciji.